# Bombshell (album)
Bombshell je druhé soundtrackové album z amerického hudebního televizního seriálu Smash. Vyšlo ve Spojených státech dne 12. února 2013 prostřednictvím Columbia Records. Během prvního týdne se prodalo 16 000 kusů alb, ke konci prvního květnového týdne počet prodaných alb vzrostl na 26 000.
Album je rozděleno na dvě jednání. Všechny písně jsou původní a zazněly v seriálu během první a druhé série.

## Seznam skladeb

### 1. jednání
| Pořadí | Název                                      | Autor                       | Interpret(i)                                                      | Délka |
| ------ | ------------------------------------------ | --------------------------- | ----------------------------------------------------------------- | ----- |
| 1.     | Let Me Be Your Star (Extended Intro)       | Marc Shaiman, Scott Wittman | Katharine McPhee & Megan Hilty                                    | 3:43  |
| 2.     | At Yout Feet                               | Shaiman, Wittman            | Bernadette Peters & Sophia Caruso                                 | 2:44  |
| 3.     | Smash!                                     | Shaiman, Wittman            | Megan Hilty & Katharine McPhee                                    | 2:15  |
| 4.     | Never Give All the Heart                   | Shaiman, Wittman            | Katharine McPhee                                                  | 3:11  |
| 5.     | The 20th Century Fox Mambo                 | Shaiman, Wittman            | Katharine McPhee                                                  | 2:42  |
| 6.     | The National Pastime                       | Shaiman, Wittman            | Megan Hilty                                                       | 2:33  |
| 7.     | History is Made at Night                   | Shaiman, Wittman            | Megan Hilty & Will Chase                                          | 4:20  |
| 8.     | I Never Met a Wolf Who Didn't Love to Howl | Shaiman, Wittman            | Megan Hilty & Debra Messing, Nick Jonas, Will Chase, Jaime Cepero | 3:45  |
| 9.     | Mr. & Mrs. Smith                           | Shaiman, Wittman            | Megan Hilty & Will Chase                                          | 3:34  |
| 10.    | Don't Say Yes Until I Finish Talking       | Shaiman, Wittman            | Christian Borle                                                   | 2:42  |
| 11.    | On Lexington & 52nd Street                 | Shaiman, Wittman            | Will Chase                                                        | 3:09  |
| 12.    | Cut, Print...Moving On                     | Shaiman, Wittman            | Katharine McPhee                                                  | 3:06  |

### 2. jednání
| Pořadí | Název                          | Autor            | Interpret(i)                                                      | Délka |
| ------ | ------------------------------ | ---------------- | ----------------------------------------------------------------- | ----- |
| 10.    | Don't Forget Me                | Shaiman, Wittman | Katharine McPhee                                                  | 3:14  |
| 13.    | Public Relations               | Shaiman, Wittman | Katharine McPhee & Christian Borle                                | 2:58  |
| 14.    | Dig Deep                       | Shaiman, Wittman | Megan Hilty & Henry Stram, Phillip Spaeth, Wesley Taylor          | 2:36  |
| 15.    | Second Hand White Baby Grand   | Shaiman, Wittman | Megan Hilty                                                       | 4:17  |
| 16.    | They Just Keep Moving the Line | Shaiman, Wittman | Megan Hilty                                                       | 2:56  |
| 17.    | Let's Be Bad                   | Shaiman, Wittman | Megan Hilty                                                       | 3:02  |
| 18.    | The Right Regrets              | Shaiman, Wittman | Debra Mesiing & Christian Borle                                   | 2:34  |
| 19.    | (Let's Start) Tomorrow Tonight | Shaiman, Wittman | Leslie Odom mladší, Christian Borle, Wesley Taylor, Savannah Wise | 2:55  |
| 20.    | Our Little Secret              | Shaiman, Wittman | Julian Ovenden & Katharine McPhee                                 | 2:42  |
| 21.    | Hang the Moon                  | Shaiman, Wittman | Bernadette Peters & Megan Hilty                                   | 4:45  |

## Žebříčky
| Žebříček (2012)            | Nejvyšší umístění |
| -------------------------- | ----------------- |
| U.S. Billboard 200         | 43                |
| U.S. Billboard Soundtracks | 3                 |